# Uranium, le scandale de la France contaminée
 (mars 2023).
Si vous disposez d'ouvrages ou d'articles de référence ou si vous connaissez des sites web de qualité traitant du thème abordé ici, merci de compléter l'article en donnant les références utiles à sa vérifiabilité et en les liant à la section « Notes et références ».
Pour plus de détails, voir Fiche technique et Distribution.
Uranium, le scandale de la France contaminée est un reportage télévisé réalisé par Emmanuel Amara et Romain Icard, pour l'émission française de télévision d'investigation Pièces à conviction, présentée par Élise Lucet, diffusé le 11 février 2009 sur France 3.
Le documentaire pointe de supposées défaillances dans la gestion des 210 anciennes mines d'uranium et usines de traitement du minerai de France métropolitaine, utilisées pour alimenter le programme nucléaire civil et militaire national. Le propos cible les responsabilités techniques, administratives et politiques, à l'échelle locale comme à l'échelle nationale.
Plusieurs sites et régions sont évoqués dans ce reportage, dont les anciennes mines du Limousin ou la contamination du stade Jean-Laville de Gueugnon et du village de Saint-Pierre, dans le Cantal.
À sa diffusion, le reportage suscite une polémique, en raison des soupçons qu'il fait peser sur la sûreté des anciens sites miniers et sur la responsabilité de l'entreprise Areva et de l'État dans ce dossier. Il génère d'importantes conséquences médiatiques et a des répercussions politiques et administratives en ce qui concerne la gestion pratique et l'assainissement des anciennes installations.

## Synopsis
Le reportage se découpe en 3 parties principales.

### Première partie

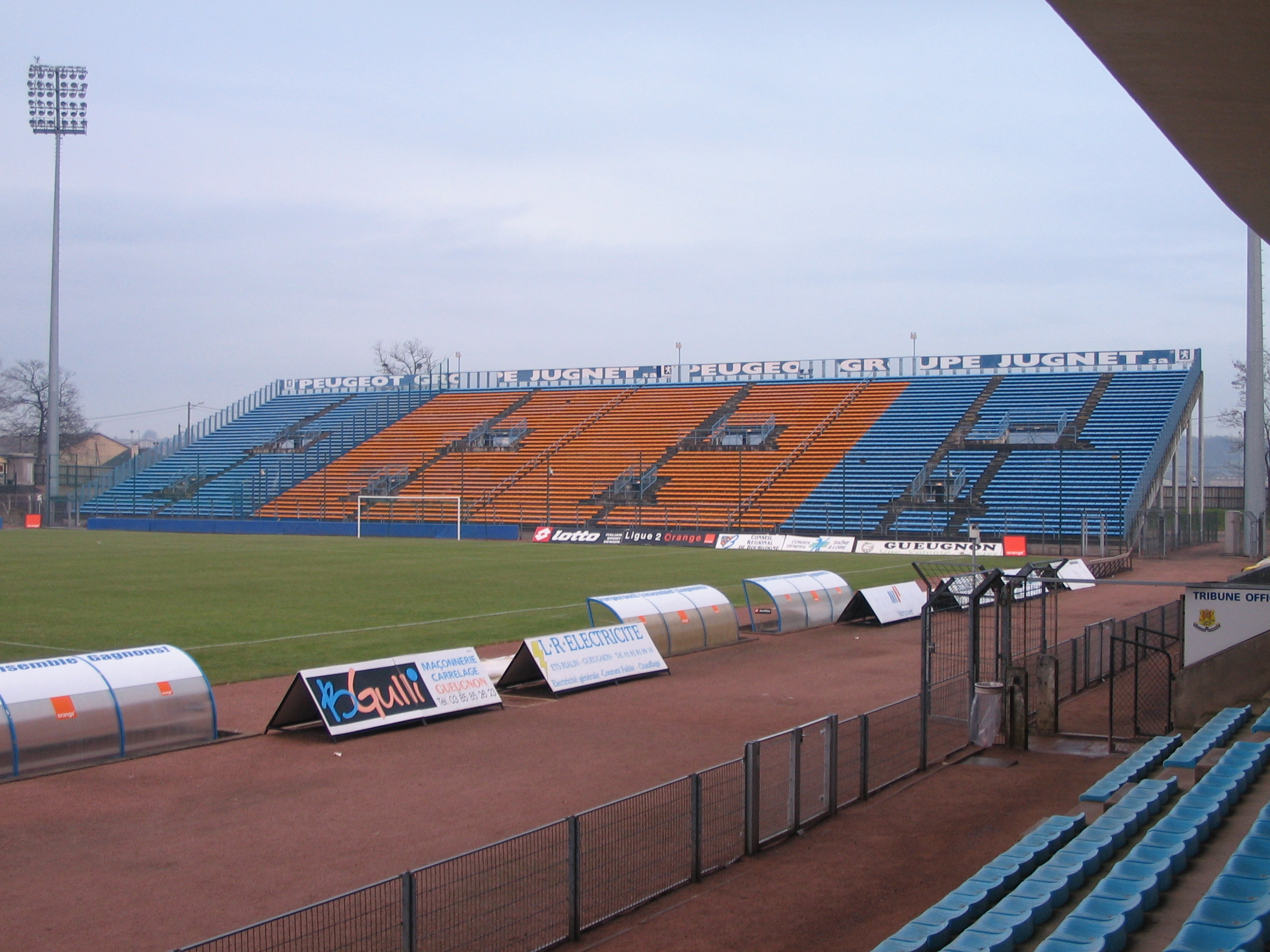
Le stade Jean-Laville de Gueugnon, dont le parking est présenté comme contaminé, est le premier lieu concerné par une pollution radioactive à être présenté dans le reportage.

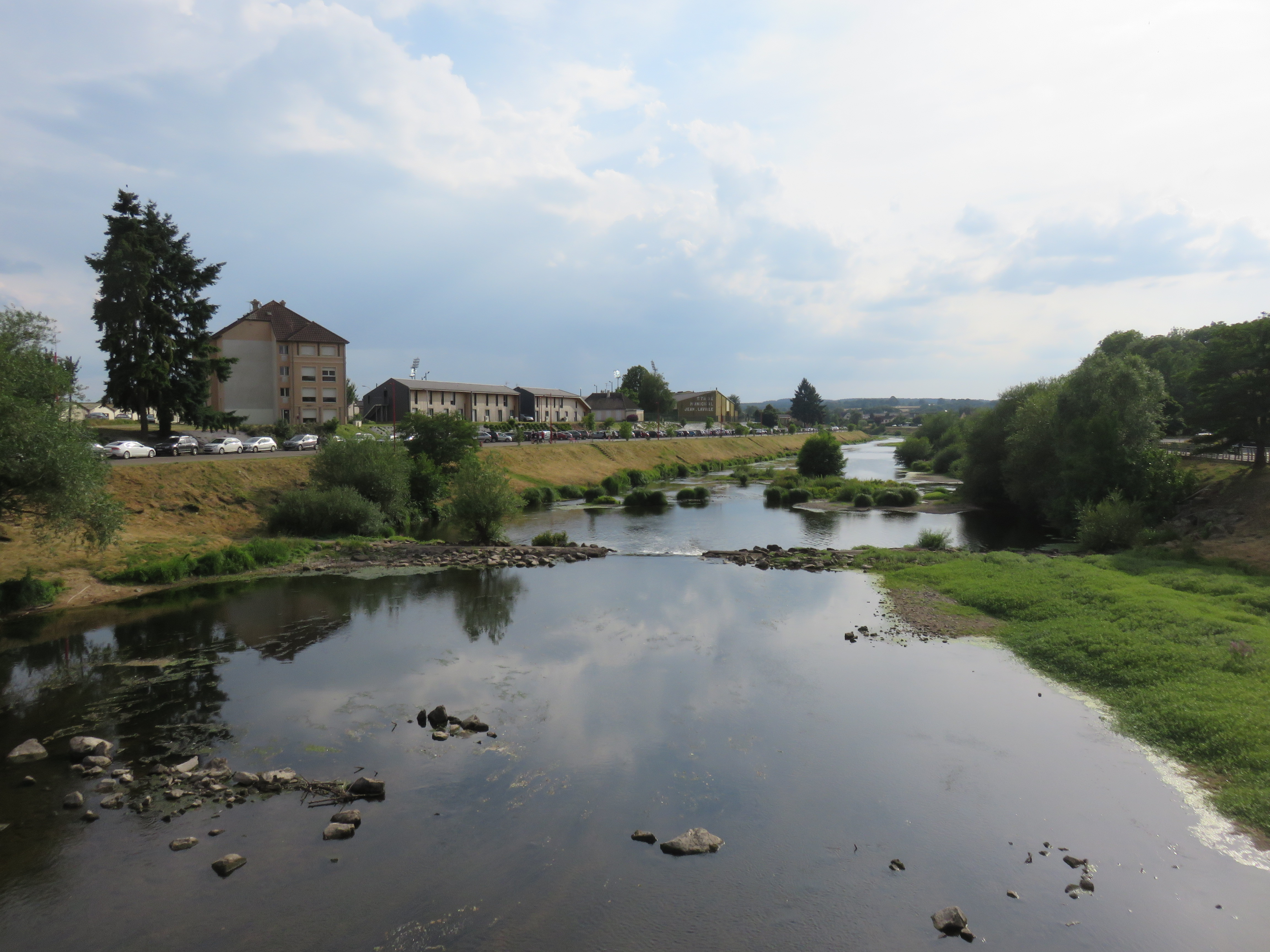
L'Arroux à Gueugnon, près de l'emplacement où est tournée la séquence avec Élise Lucet.

Le reportage commence avec une courte introduction d'Élise Lucet, tournée sur le terrain à Gueugnon (Saône-et-Loire), en bord de l'Arroux, dans une zone où la radioactivité fait crépiter un compteur Geiger. En guise de sommaire, une série d'extraits vidéo compose ensuite le condensé des séquences à venir.
Élise Lucet effectue son retour à l'écran, au volant d'une voiture, se garant sur un parking situé à Gueugnon, supposément radioactif, face au stade de football de la ville. Un technicien de la Commission de recherche et d'information indépendantes sur la radioactivité (CRIIRAD), Christian Courbon, effectue ensuite des mesures sur ce terrain utilisé par les supporters, mettant en évidence une forte contamination radioactive, révélée par un récent rapport de la CRIIRAD. Des réactions de la population, d'un ancien employé de l'usine de traitement de minerai de la Compagnie générale des matières nucléaires (COGEMA) et de riverains d'un parcours de santé établi à proximité de déchets radioactifs sont filmées.
Une voix off rappelle ensuite que les pollutions de ce type concernent un grand nombre de régions françaises, pour un total de 300 millions de tonnes de matières radioactives. Des images de déversement de boues radioactives tournées par le journaliste et militant Thierry Lamireau en Limousin en 1992 (Uranium en Limousin) sont ensuite diffusées. La physicienne nucléaire Monique Sené met ensuite en cause le sentiment d'impunité du Commissariat à l'énergie atomique (CEA) et de la COGEMA dans ces pratiques. Jean-Claude Zerbib, ancien employé du CEA, relaie cette accusation.
Le reportage se poursuit à Saint-Pierre (Cantal), village ayant accueilli une usine de production de minerai, dont un ancien employé relate les manquements. Des images d'une interview d'un ancien mineur de la division minière de la Crouzille en Haute-Vienne, tournées par la CRIIRAD, sont ensuite diffusées, pointant le manque de protections du personnel face aux risques d'irradiation et l'absence de suivi sanitaire. Est ensuite évoquée une étude de l'Institut de radioprotection et de sûreté nucléaire (IRSN) mettant en évidence la surincidence de cancers chez les anciens mineurs.
De retour à Gueugnon, le reportage présente Christian Courbon en train d'effectuer de nouvelles mesures, révélant des taux d'irradiation supérieurs à la norme en bord de rivière, nécessitant des mesures de protection. En caméra discrète, un responsable d'Areva déclare s'en remettre à une décision préfectorale ; le commentaire précise que l'entreprise s'est tout récemment engagée à interdire l'accès à la zone contaminée du parking.

### Deuxième partie

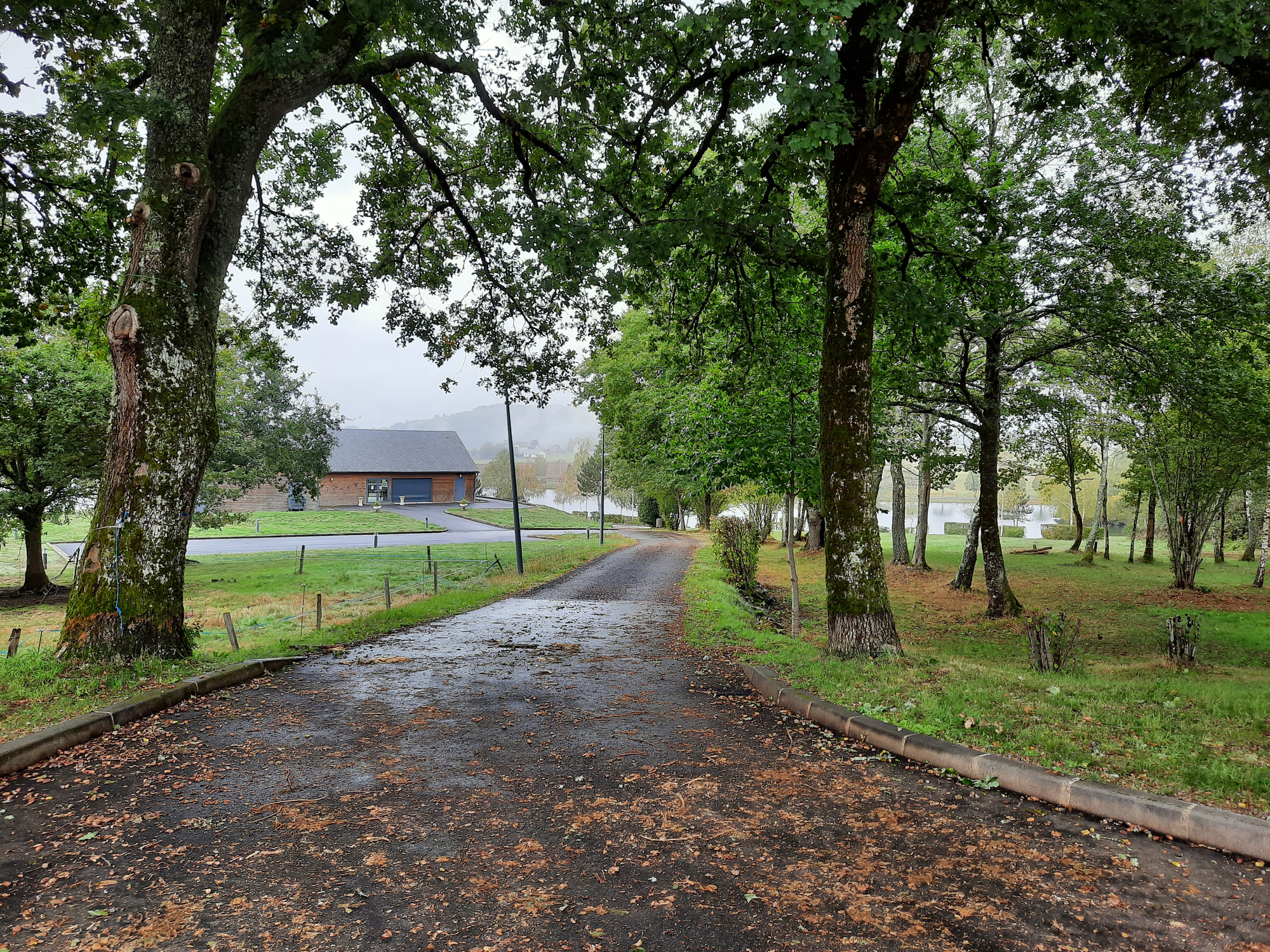
Vue de l'espace de loisirs de Saint-Pierre, bourg dont plusieurs installations se trouvent sur un terrain contaminé.

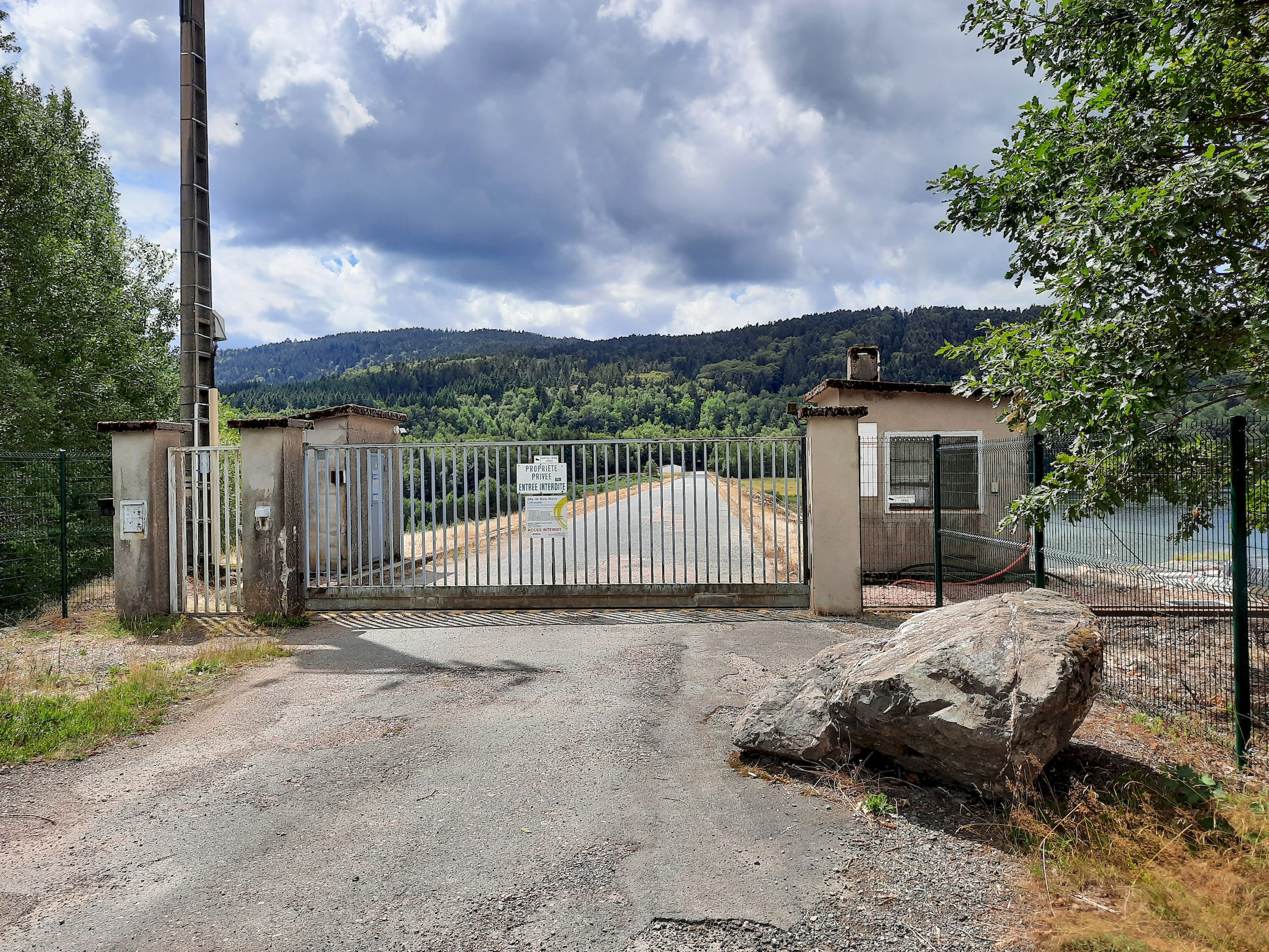
Cet accès à l'ancienne mine d'uranium des Bois Noirs, à Saint-Priest-la-Prugne, est filmé dans le reportage, comme ne présentant pas des garanties de sécurité suffisantes. Le journaliste ouvre le portail à l'aide d'une simple carte bancaire.

La séquence commence à Paris, où Élise Lucet rappelle en voix off qu'Areva, en dépit de son engagement à agir, n'applique pas le principe de précaution, et qu'Anne Lauvergeon, présidente du directoire de l'entreprise, a décliné toute invitation à réagir. Élise Lucet pose donc ses questions à Jacques-Emmanuel Saulnier, porte-parole de la société ; ils échangent au sujet du principe de précaution, du rôle des autorités dans la détermination des règles, manipulent un échantillon de sable prélevé sur site sur lequel est appliqué un radex et débattent des doses tolérées.
Le reportage se poursuit à Saint-Priest-la-Prugne (Loire) et Laprugne (Allier), où Arlette Maussan effectue bénévolement des mesures de la radioactivité sur des routes dont le remblai est composé de matériaux modérément radioactifs (« stériles »), et rapporte ses résultats à un élu local, désireux de voir Areva s'impliquer dans le nettoyage. Un ancien employé de la COGEMA rappelle que la Direction départementale de l'équipement utilisait ouvertement les stériles pour ses travaux. Certains bâtiments privés sont également construits sur des remblais contaminés. Arlette Maussan signale que ses relevés, communiqués aux autorités, ne suscitent pas de réaction concrète car concernant des mesures certes supérieures à la radioactivité naturelle mais conformes aux normes. Philippe Ledenvic, directeur de la Direction régionale de l'Industrie, de la Recherche et de l'Environnement Rhône-Alpes (DRIRE), assure que le respect des normes est assuré, ce à quoi la voix off rétorque que le seuil observé localement est différent de celui qui est préconisé à l'échelle internationale. Bruno Chareyron, ingénieur de la CRIIRAD, effectue à son tour des mesures sur le parking d'un club de ski de Laprugne, révélant une radioactivité certes faible mais très nettement supérieure aux seuils naturels, pouvant causer des risques à long terme. La DRIRE conteste ensuite la pertinence de mesures effectuées au sol. Bruno Chareyron, dans son laboratoire de Valence, confirme la radioactivité des cailloux du parking de Laprugne.
La voix off rappelle que 170 millions de tonnes de stériles ont été générées en France. À Saint-Pierre (Cantal), une partie du village est établie sur le site d'une ancienne mine, soit 600 000 tonnes de résidus, effacée par d'importants travaux de paysagisme. Un habitant présente une aire de repos et un lotissement créés sur l'ancienne mine, terrain propriété d'Areva rendu accessible au public, et rapporte que du concentré d'uranium a été laissé sur place, recouvert de seulement dix centimètres de terre. La contamination des maisons au radon, dont la norme est dépassée 25 fois, est évoquée par une ancienne riveraine.
Le reportage continue en Limousin, connu pour avoir abrité les principales mines d'uranium de France, et met en cause la potabilité de l'eau de la ville de Limoges, dont les réserves (comme l'étang de la Crouzille) sont pour partie en aval des anciennes mines des monts d'Ambazac. Il avance qu'un rapport de la CRIIRAD commandé par la Ville n'a jamais été divulgué, car mettant en évidence des apports problématiques en radionucléides. La municipalité estime avoir fait pression sur la COGEMA pour que des travaux de curage soient réalisés dans l'optique de contrer les apports radioactifs, mais le reportage estime que les contaminations n'ont été que différées, faute de détournement des ruisseaux incriminés : Bruno Chareyron mesure à nouveau de la radioactivité dans un cours d'eau alimentant l'étang de la Crouzille en provenance des mines et Thierry Lamireau la confirme en présentant la mine ennoyée de Pény et en découvrant des boues retirées de l'étang à l'air libre. Christian Andres, responsable environnement d'Areva, présente toutefois le site de Bellezane, où ont été déposées des boues curées, comme modèle, ce qui est contesté par l'IRSN. Bruno Chareyron y démontre la faiblesse du suivi d'Areva (absence d'entretien de clôtures, traitement des eaux insuffisant). Le reportage démontre aussi la sécurisation défaillante de l'accès au site de stockage de Saint-Priest-la-Prugne.
Thierry Lamireau est filmé en train de présenter le site de Margnac, à Compreignac (Haute-Vienne), où de nombreux futs radioactifs ont été entreposés par la COGEMA, ce qui a poussé des associations du Limousin à intenter une action en justice, soldée par une relaxe d'Areva en 2005, en raison d'une législation imprécise voire favorable aux intérêts de l'industrie nucléaire.

### Troisième partie

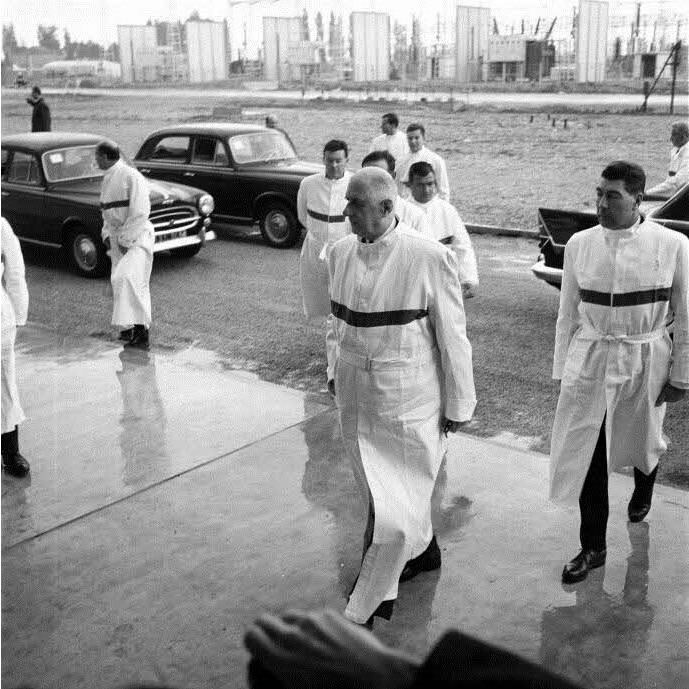
La troisième partie du reportage aborde principalement la dimension politique du dossier (ici Charles de Gaulle visitant une installation nucléaire en 1963).

La troisième séquence du reportage s'ouvre à Paris, dans les locaux de l'Autorité de sûreté nucléaire, où Élise Lucet s'entretient avec son président, André-Claude Lacoste. Ce dernier reconnaît que l'ASN a d'abord concentré ses efforts sur la gestion des déchets de l'activité nucléaire, avant d'y associer les déchets miniers, et concède un « temps de retard », affirmant toutefois qu'« il n'y a pas de situation dangereuse actuellement en France » et qu'il n'est pas nécessaire de clôturer l'ensemble des sites faisant l'objet de suspicions. Il assume également l'absence d'étude épidémiologique sur l'exposition aux faibles doses de radiation, considérant qu'il est impossible de repérer les effets de doses si faibles. Élise Lucet interroge ensuite les auteurs de l'enquête, Romain Icard et Emmanuel Amara, qui reviennent sur le secret d'État imposé autour des questions nucléaires, sur la connaissance que certains acteurs politiques ont du sujet et sur le fait que les contrôles n'auraient commencé que très tardivement.
Le reportage revient sur le rôle de Pierre Desgraupes au sein du Conseil supérieur de la sûreté et de l’information nucléaires, dont le rapport en 1991 alertait les pouvoirs publics sur la dangerosité des déchets miniers, notamment sur leur forte teneur en radium 226, et sur l'absence coupable de plan de gestion. Jean-Claude Zerbib estime que les autorités se sont intéressées à l'uranium, en négligeant les produits de sa chaîne de désintégration, et parle de « non-sens scientifique et technique ». À l'aide d'un spectromètre, Bruno Chareyron démontre qu'un échantillon prélevé dans l'ancienne mine de Bellezane, en Haute-Vienne, est très pauvre en uranium, mais bien plus riche en radium 226, polonium ou thorium.
Le reportage évoque ensuite les limites de la loi Bataille, votée en 1991, pour encadrer la gestion des déchets radioactifs, mais qui ne prend pas en compte la gestion des résidus, ce que semble méconnaître Christian Bataille, qui découvre l'importance des « enfants » de l'uranium. Il est rappelé que Michèle Rivasi, fondatrice de la CRIIRAD élue députée en 1997, a à son tour produit un rapport. L'intéressée relate avoir eu des difficultés à imposer son travail au sein de l'Office parlementaire d'évaluation des choix scientifiques et technologiques et le rejet sans discussion de son rapport.
De retour en Limousin, le reportage se rend au siège du laboratoire censé effectuer les mesures sur les sites miniers, Algade, lequel s'avère être une ancienne filiale de la COGEMA. À Saint-Pierre, dans le Cantal, Christian Courbon observe que les appareils de mesure posés par Algade pour Areva, dont les résultats sont transmis aux autorités, ne sont pas positionnés aux emplacements où les radiations sont les plus fortes. Corinne Lepage, ancienne ministre de l'Environnement, raconte avoir appris non sans mal que l'Office de protection contre les rayonnements ionisants ne produisait aucune mesure et utilisait celles que la COGEMA lui transmettait. Elle évoque « un système dans lequel il y a un mélange permanent des genres entre contrôleur et contrôlé ». À Limoges, Antoine Gatet, juriste de l'association « Sources et rivières du Limousin » qui a attaqué en justice la COGEMA, affirme que la DRIRE ne menait aucun contrôle inopiné. Corinne Lepage rappelle que Jean Syrota (qui a refusé d'être interviewé) était à la fois à la tête de la COGEMA et du corps des Mines, chargé de nommer les ingénieurs chargés des contrôles. Corinne Lepage affirme que les questions nucléaires ne sont jamais traitées par le ministre, mais toujours à l'Élysée. Roland Lagarde, ancien conseiller de Dominique Voynet au ministère de l'Environnement, revient sur l'arbitrage perdu par sa ministre, concernant l'inscription des mines comme installation nucléaire de base, ce qui était préconisé par le rapport Desgraupes. La séquence s'achève sur les images d'un film promotionnel de la COGEMA vantant la requalification des anciennes mines.

### Conclusion
Le reportage se conclut par une interview effectuée par Élise Lucet de Jean-Louis Borloo, ministre de l'Écologie en place. Ce dernier reconnaît que le nucléaire a longtemps constitué un domaine réservé du chef de l'État. Élise Lucet présente à nouveau des résidus prélevés sur des lieux accessibles au public, auxquels le radex réagit ; Jean-Louis Borloo, tout en admettant des négligences, estime alors que les journalistes auraient dû alerter immédiatement les pouvoirs publics. Il promet alors l'achèvement rapide de travaux de sécurisation.
Le générique de fin de l'émission est accompagné d'images de Nicolas Sarkozy vantant la propreté de l'énergie nucléaire, qui œuvre « dans des conditions de sécurité exceptionnelles ».

## Fiche technique
- Titre : Uranium, le scandale de la France contaminée
- Réalisation : Emmanuel Amara et Romain Icard
- Scénario : Emmanuel Amara, Romain Icard, Éric Colomer
- Production : Ligne de Mire Production, France 3
- Images : Ludovic Tourte et Marc Sainsauve
- Son : Bruno Martin
- Montage : Matthieu Lere et Sylvain Oizan-Chapon
- Pays d'origine : France
- Genre : documentaire
- Durée : 90 minutes
- Date de première diffusion : 11 février 2009

### Liste des intervenants crédités
Le reportage fait intervenir plus d'une trentaine de personnes, comprenant d'anciens ou actuels responsables politiques, des techniciens et scientifiques d'instances d'État ou indépendantes (en fonction ou retraités) et des habitants et militants écologistes.
Dans l'ordre d'apparition :
- Christian Courbon, technicien de la CRIIRAD ;
- Jules Rameau, ancien employé de la COGEMA à Gueugnon ;
- Alain Rault, président de l'association Vigilance Projet Incinérateur Gueugnon ;
- Lorette et Gérard Wentzel, habitants de Gueugnon ;
- Monique Sené, physicienne nucléaire ;
- Jean-Claude Zerbib, ancien ingénieur au CEA ;
- Jean-Jacques Mesure, ancien soudeur à l'usine de traitement de Saint-Pierre ;
- Gilbert Mougnaud, ancien mineur en Haute-Vienne ;
- Dominique Laurier, chef du laboratoire d'épidémiologie de l'IRSN ;
- Jacques-Emmanuel Saulnier, directeur de la communication d'Areva ;
- Arlette Maussan, membre du collectif écologiste des Bois Noirs ;
- Éric Duray, maire de Laprugne ;
- Jean-Paul Seignol, ancien employé de la COGEMA à Saint-Priest-la-Prugne ;
- Patrick Chabrier, habitant de Saint-Priest-la-Prugne ;
- Bruno Chareyron, directeur du laboratoire de la CRIIRAD ;
- Philippe Ledenvic, directeur de la DRIRE Rhône-Alpes ;
- Dominique Detruy, président du club de ski de fond de Laprugne ;
- Gilbert Audit, secrétaire de l'association « Pour notre qualité de vie » de Saint-Pierre ;
- Pascale Dumas, ancienne habitante de Saint-Pierre ;
- Aline Biardeaud, adjointe au maire de Limoges ;
- Christian Andres, responsable environnement Areva ;
- Thierry Lamireau, militant écologiste ;
- Didier Gay, direction de l'environnement de l'IRSN ;
- Alexandre Faro, avocat ;
- André-Claude Lacoste, président de l'ASN ;
- Romain Icard et Emmanuel Amara, journalistes et auteurs de l'enquête ;
- Christian Bataille, député ;
- Michèle Rivasi, ancienne députée ;
- Sylvain Bernhard, directeur du laboratoire Algade ;
- Corinne Lepage, ancienne ministre de l'Environnement
- Antoine Gatet, juriste de l'association « Sources et rivières du Limousin »
- Roland Lagarde, ancien conseiller au ministère de l'Environnement ;
- Jean-Louis Borloo, ministre de l'Écologie.

Sélection d'intervenants apparaissant dans le reportage
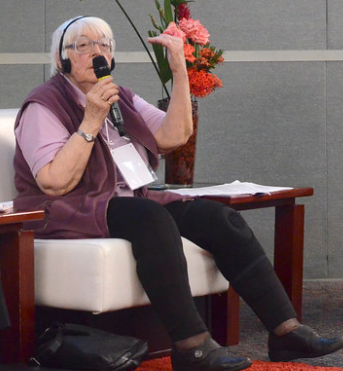
Monique Sené (en 2015)
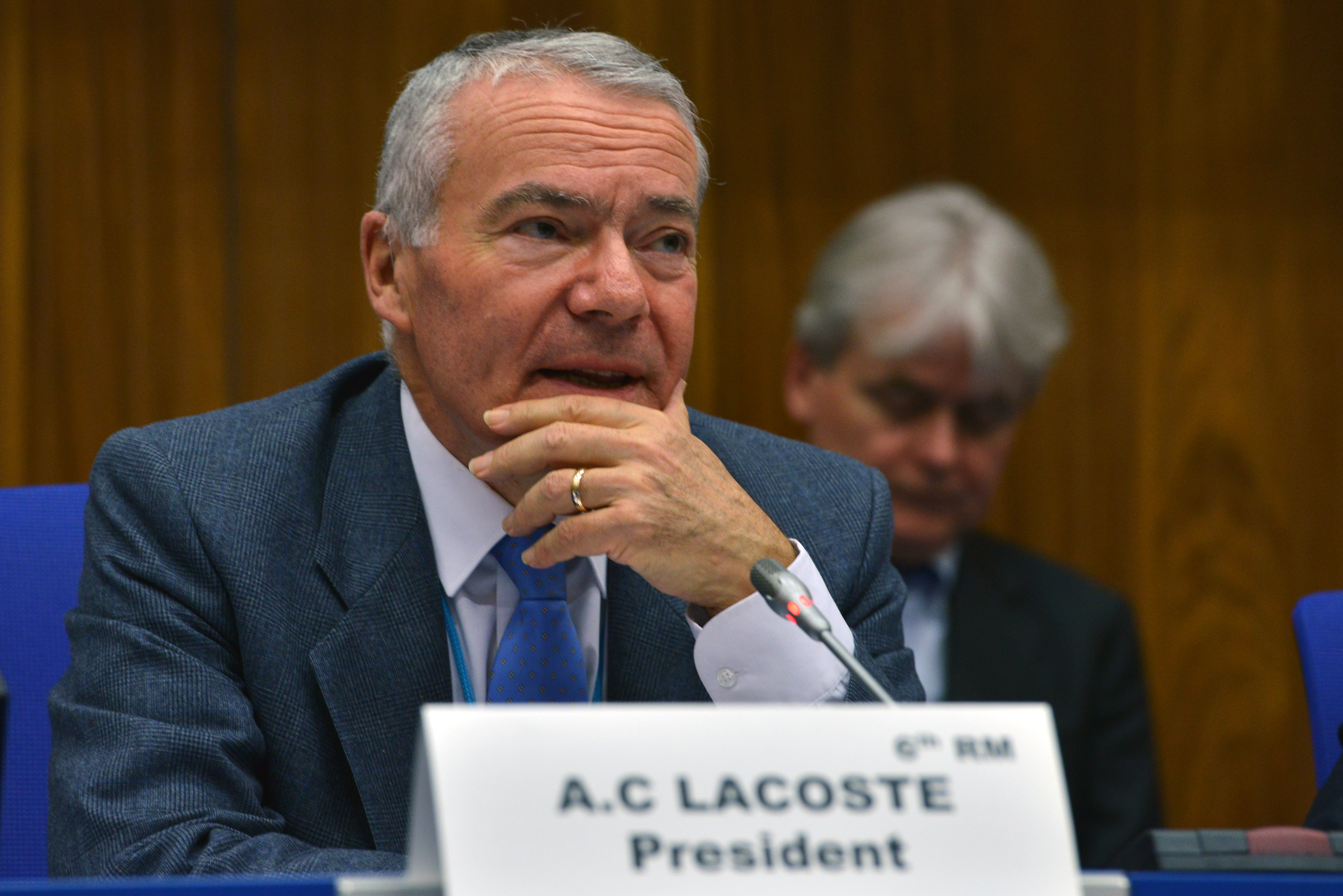
André-Claude Lacoste (en 2014)
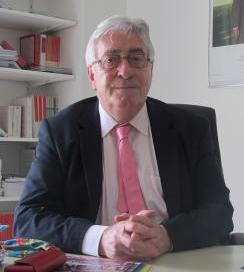
Christian Bataille (en 2015)
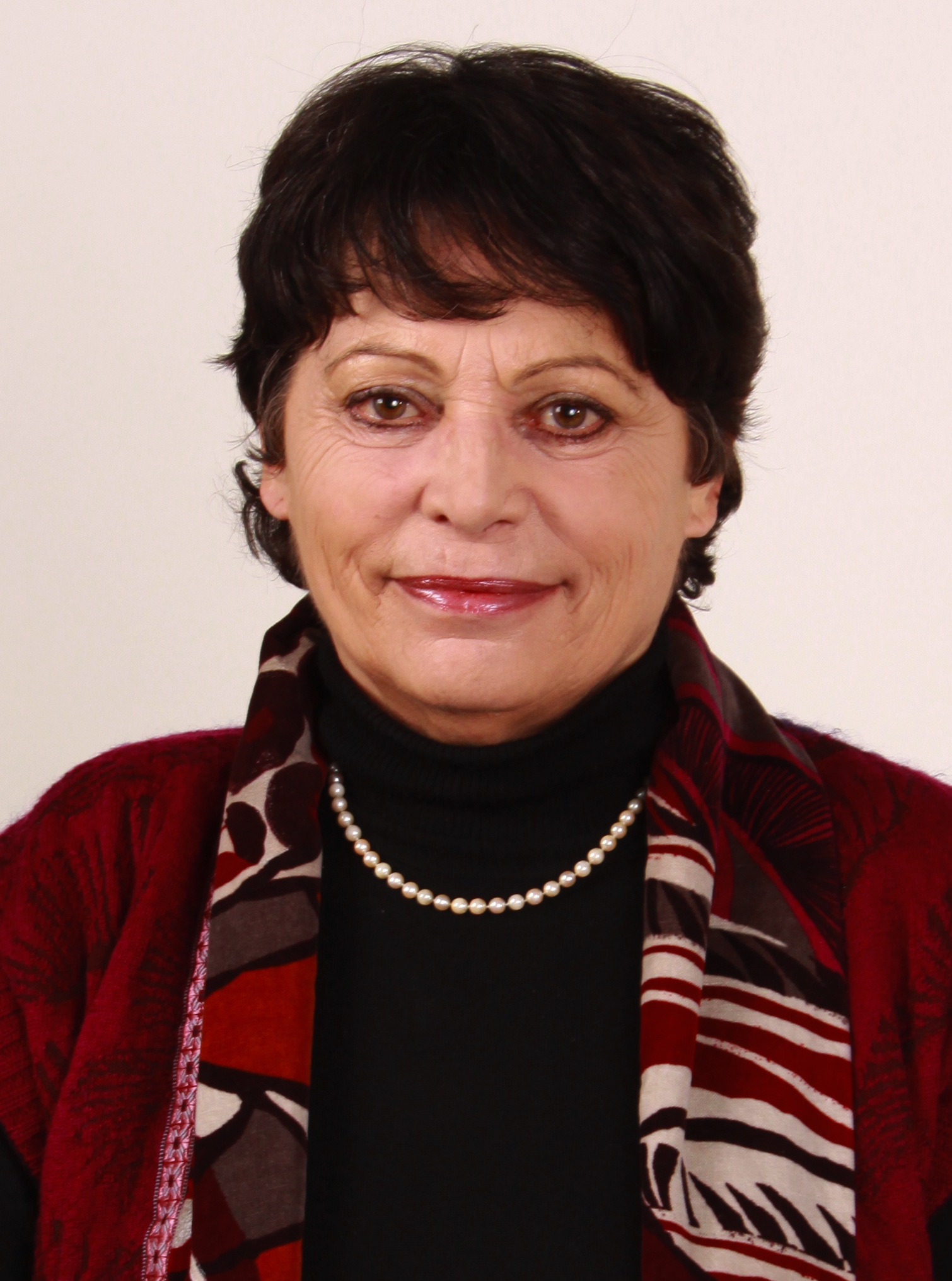
Michèle Rivasi (en 2014)
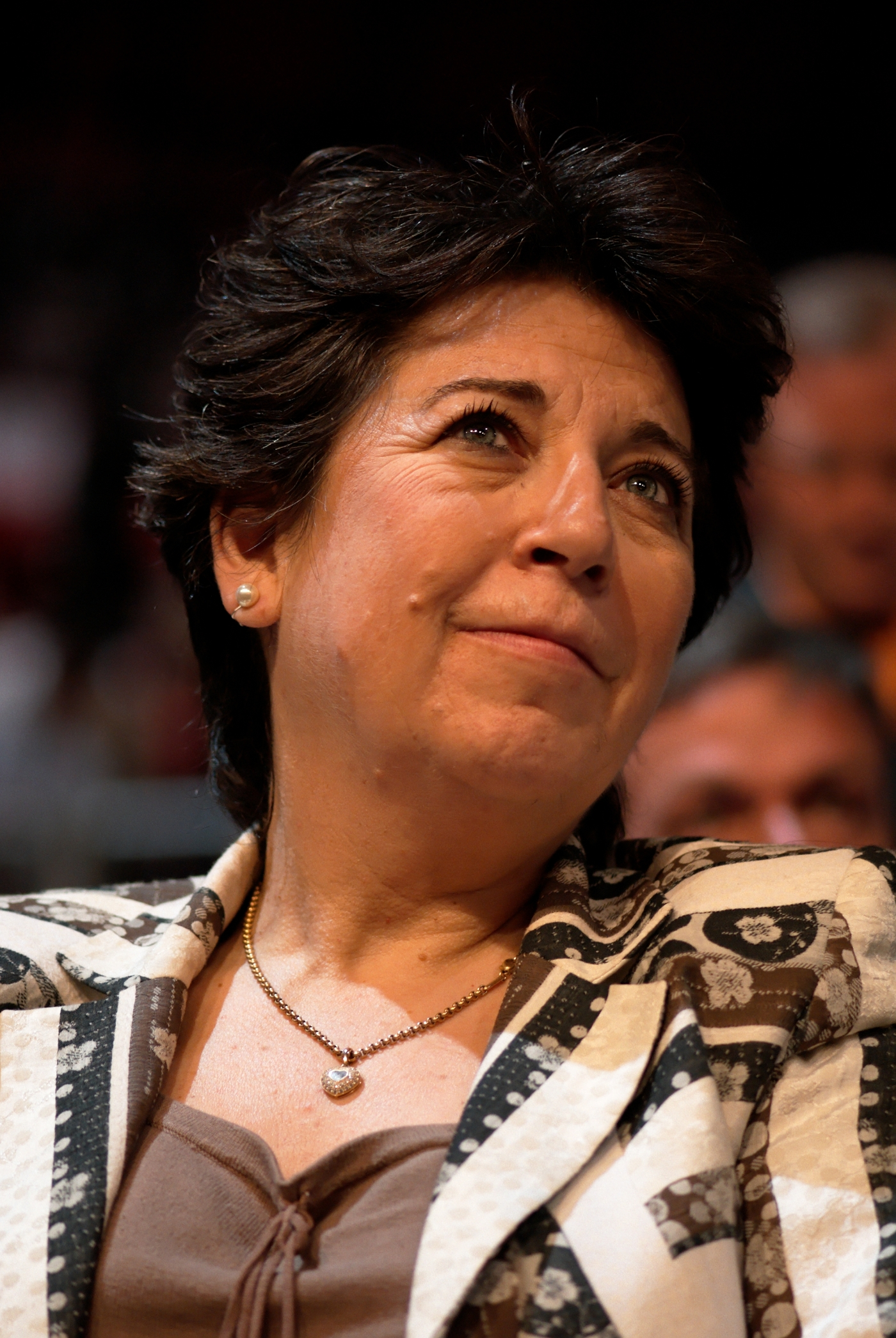
Corinne Lepage (en 2007)
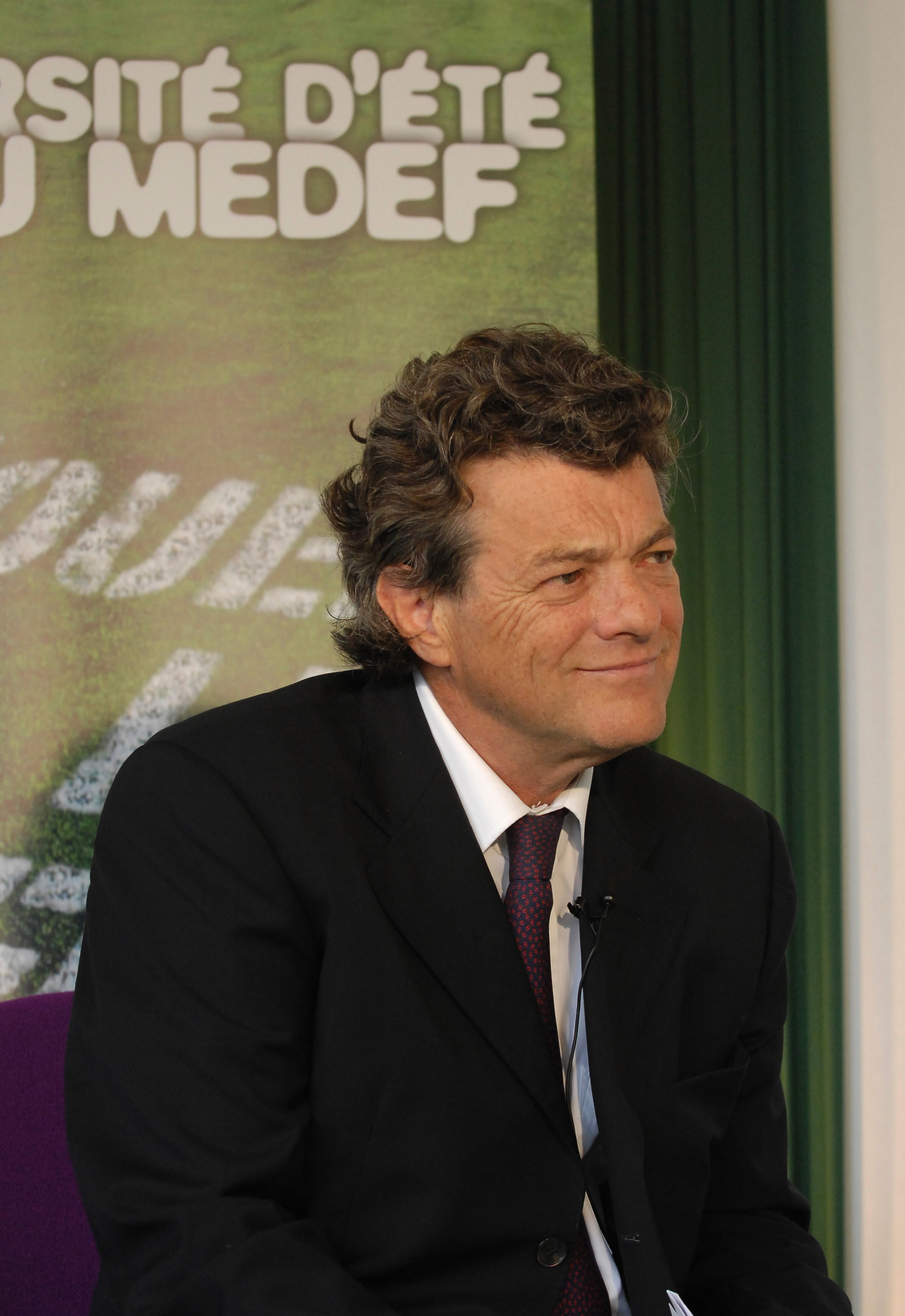
Jean-Louis Borloo (en 2007)

Plusieurs personnalités approchées n'ont finalement pas participé au document : Anne Lauvergeon, présidente du directoire d'Areva, Jean Syrota, ou le maire de Saint-Pierre. Dominique Voynet a précisé être indisponible.

## Contexte

### Situation des mines et de la législation
La diffusion du téléfilm documentaire intervient huit ans après la fermeture de la dernière mine d'uranium française, situe à Jouac, dans le nord du département de la Haute-Vienne. Dès lors, le combustible nucléaire français s'appuie sur des extractions à l'étranger, tandis que les sites français demeurent dans l'actualité dans les années qui suivent pour des questions liées à leur gestion et aux manquements supposés dans leur sûreté.
Plusieurs mesures ont toutefois été prises dans les années précédentes. Ainsi, un programme d'inventaire exhaustif des mines est mis en œuvre en 2003 par l'Institut de radioprotection et de sûreté nucléaire, et aboutit en 2004 à la publication de la base de données Mimausa, actualisée en 2007. En juin 2006, le vote de la loi de programme relative à la gestion durable des matières et déchets radioactifs permet d'intégrer la gestion des résidus au Plan national de gestion des matières et déchets radioactifs.
En date de 2009, la surveillance des anciennes mines demeure du ressort de la direction de l'après-mine d'Areva, exception faite d'une dizaine de mines orpheline dont le titre minier est étranger à Areva. Les derniers titres miniers doivent expirer au 1er janvier 2019, date du transfert automatique à l'État de la responsabilité de la surveillance.
En 1999, la COGEMA est soumise à une action en justice, initiée par une plainte avec constitution de partie civile déposée par l'association « Sources et rivières du Limousin », pour pollution, mise en danger de la vie d'autrui, abandon et dépôt de déchets concernant les anciens sites miniers du Limousin. Le 30 août 2002, elle est mise en examen pour « pollution, abandon et dépôt de déchets », mais trois ans plus tard, le tribunal correctionnel de Limoges prononce la relaxe de COGEMA devenue Areva, estimant qu'aucun des délits dont elle est accusée ne peut être relevé à son encontre. Cette affaire participe toutefois à la mise en place fin 2005 d'un premier groupe d'experts pluralistes, chargé d'effectuer un suivi indépendant et critique de la surveillance que fait Areva des anciennes mines de Haute-Vienne.

### Contexte industriel et politique

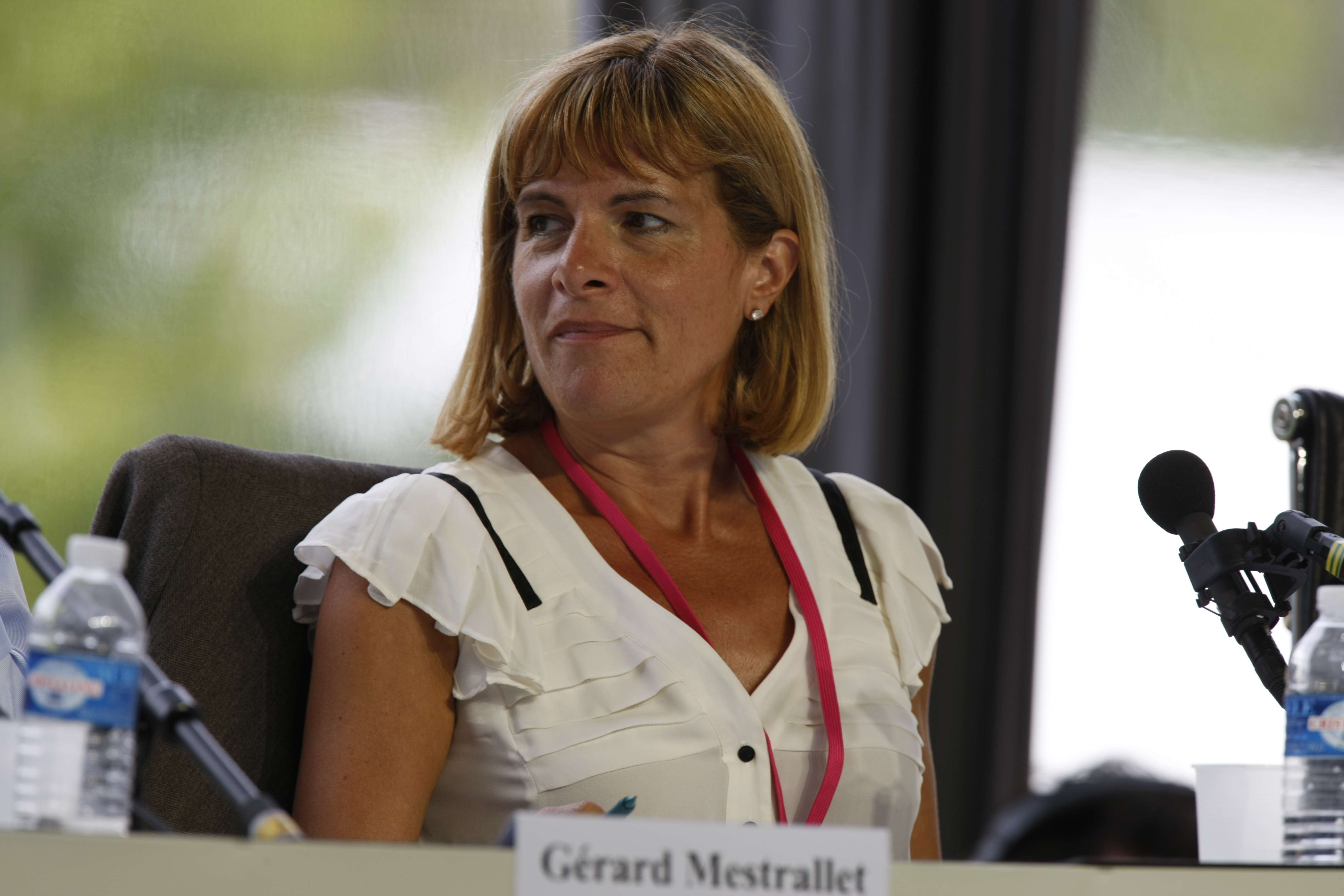
Anne Lauvergeon, à la tête d'Areva de 2001 à 2011 (ici en 2009), est mentionnée dans le reportage.

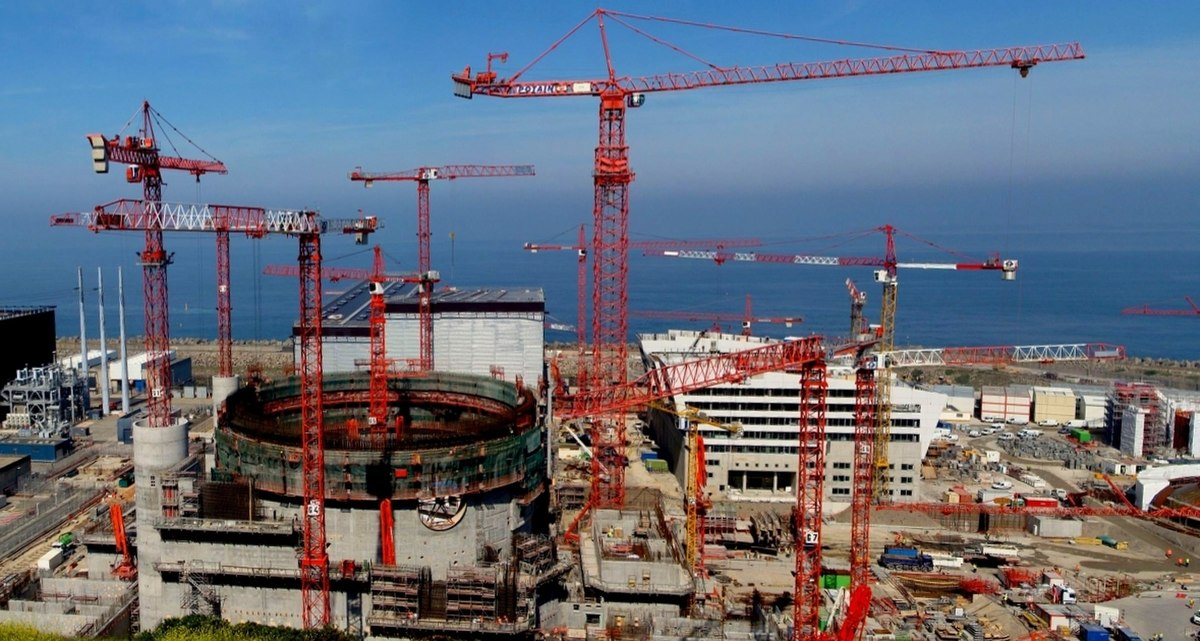
Vue du chantier de l'EPR de Flamanville, ici en 2010.

La Cogema (Compagnie générale des matières nucléaires), fondée en 1976 pour assurer toutes les étapes de production du combustible nucléaire en France et en Afrique francophone, est réunie en 2001 à deux autres sociétés, Framatome (conception de centrales nucléaires) et CEA Industrie, pour former Topco, dont l'actionnaire principal et majoritaire est le Commissariat à l'énergie atomique. Trois mois plus tard, la première assemblée générale de Topco décide de renommer le groupe Areva, dont Anne Lauvergeon demeure présidente du directoire. Celle-ci est reconduite à son poste pour cinq ans en 2006. Charismatique, elle nourrit d'importantes ambitions pour son groupe, qu'elle souhaite voir atteindre « un tiers du marché mondial sur tout le cycle » en 2010 et dont elle a rendu le résultat excédentaire dès 2002, atteignant un chiffre d'affaires de 10 milliards d'euros en 2005,.
Le groupe Areva fait face à quelques difficultés d'ordre industriel : le chantier du premier réacteur pressurisé européen de la centrale nucléaire d'Olkiluoto en Finlande connaît plusieurs retards successifs et le groupe connaît quelques échecs dans la vente de ses réacteurs, comme en Chine, ainsi que dans son approvisionnement en minerai au Niger.
Dans les années 2000, le développement de la filière nucléaire civile demeure une priorité confortée par l'ensemble des chefs de l'État successifs. En visite officielle en Inde en février 2006, Jacques Chirac défend l'offre d'Areva pour doter le pays de nouveaux réacteurs nucléaires. En décembre de la même année, il juge qu'« il est nécessaire de conforter notre filière nucléaire ».
Fin 2006, Jacques Chirac crée l'Autorité de sûreté nucléaire, de la fusion de plusieurs services préexistants, constituant une instance publique et indépendante chargée du contrôle de la sûreté nucléaire et de la radioprotection des populations. La nomination à sa tête d'André-Claude Lacoste suscite les doutes des milieux écologistes, qui le soupçonnent de partialité dans ses fonctions antérieures.

## Réception

### Réception médiatique

#### Critiques
Le reportage a favorisé la prise de conscience du grand public à l'égard de cette problématique en la médiatisant et a forcé l'État à prendre position et réagir,,.
À la diffusion du reportage, Le Parisien parle d'une découverte « stupéfiante ». En décembre 2010, Télérama classe le reportage parmi les docs « qui ont changé le monde ». Augustin Scalbert (L'Obs) parle d'une « enquête édifiante [qui] pose beaucoup de questions ».

#### Distinctions
Le reportage obtient plusieurs prix en 2010, dont l'Étoile de la Scam et le prix spécial du jury au Festival international du grand reportage d'actualité et du documentaire de société du Touquet.

#### Autres évocations
Dans un ouvrage publié en 2010, Jean-François Notebaert et Wilfried Séjeau évoquent le reportage et précisément l'utilisation des stériles miniers pour la construction et l'aménagement, y voyant une forme de greenwashing s'intégrant dans une gestion controversée de la filière nucléaire par EDF.

### Conséquences politiques et administratives
La diffusion du reportage a des conséquences politiques et réglementaires notables.

#### Réactions politiques
Le reportage, qui remet en cause la qualité de l'eau potable de la ville de Limoges, suscite la réaction de la municipalité. Le maire Alain Rodet annonce le dépôt d'une plainte, tout en maintenant que les relevés et analyses régulièrement effectués n'avaient jamais révélé d'anomalies. Invité de l'émission La voix est libre sur France 3 Limousin Poitou-Charentes, il déclare alors : « S'agissant [...] de l'eau du robinet, [...] il n'y a aucun problème de potabilité, aucun risque ; nous avons aujourd'hui un système [...] qui sur le plan du contrôle est complètement assuré. Tous les jours, il y a des analyses. [...] L'eau de Limoges [...] n'est absolument pas radioactive, je dirais même que par rapport aux normes admises elle l'est dix fois moins, parfois quinze fois moins ».

#### Conséquences réglementaires et techniques
Le journal Le Monde questionne la « coïncidence » d'une mise en ligne par l'IRSN, seulement quelques jours avant la diffusion du reportage, d'une première base de données sur les sites miniers. L'avant-veille, 9 février, la publication d'un rapport relatif aux anciennes mines du Limousin est également constatée.
André-Claude Lacoste, président de l'ASN, certifie que les résidus doivent être intégrés au prochain Plan national de gestion des matières et déchets radioactifs, conformément aux principes initiés en 2006 par la loi de programme relative à la gestion durable des matières et déchets radioactifs.
La circulaire ministérielle du 22 juillet 2009 relative à la gestion des anciennes mines est présentée par plusieurs scientifiques comme une conséquence directe de la diffusion du reportage,,.

#### Autres conséquences
Au printemps 2010, le Conseil économique, social et environnemental régional du Limousin décide de s'auto-saisir d'une mission de réflexion sur la radioactivité sur le territoire régional. Le lancement de cette étude répond à la fois au souhait de proposer un « état des lieux partagé » de la situation et de formuler des recommandations quant à la gestion de la problématique. Le 17 juin 2011, le rapport qui résulte de cette réflexion est adopté par le CESER. Ce document invite notamment l'État à anticiper au mieux la récupération de la compétence de gestion et surveillance des anciennes mines à l'expiration des sites en 2018. Il pointe aussi des manquements dans les modalités de surveillance jugées « pas toujours adaptées aux enjeux ».
Le CESER du Limousin évoque aussi explicitement le rôle des médias dans la publicité faite à la problématique des déchets radioactifs ; il juge l'action des reportages et articles nécessaire tout en regrettant la « diffusion d'informations inexactes, encore débattues, ou non expliquées [qui] suscite des polémiques ou des inquiétudes inutiles de la population ». Le reportage Uranium, le scandale de la France contaminée est évoqué, comme un exemple d'approche médiatique contestable. Le CESER atteste en effet de la bonne qualité radiologique de l'eau en Limousin, et précisément à Limoges, rappelant que des études confiées à l'Université de Limoges et à la CRIIRAD ont abouti au lancement de travaux (déviation de cours d'eau, bassins de collecte, curage de sédiments), ayant permis d'abaisser la radioactivité de l'eau qui avant les interventions, étaient déjà contenues sous « des limites acceptables ».